# Let's Pök!
Let's Pök! är ett musikalbum från 1993 av Ronny och Ragge (Peter Settman och Fredde Granberg). Det spelades in januari–februari 1993 i Soundtrade Studios, och lyckades den 30 juni 1993 toppa den svenska albumlistan. Från albumet hamnade två låtar på Svensktoppen under 1993, Rara söta Anna och De' e' sommar.

## Spårlista
1. Intro (tal)
2. De' e' sommar
3. Raggar-history (tal)
4. Min Wunderbaum
5. Första gången (tal)
6. Pökpåsen
7. Ronny & Ragges brevlåda (tal)
8. Bjud upp
9. The dans plejs (tal)
10. Se på mig
11. Sensitive i fåården (tal)
12. Rara söta Anna
13. Dom 3 b:na' (tal)
14. Köra fort som fan

## Listplaceringar
| Lista (1993) | Topplacering |
| ------------ | ------------ |
| Sverige      | 1            |

## Medverkande
- Texter: Peter Settman och Fredde Granberg
- Musik: Patrik Frisk och Christer Sandelin
- Mix: Ronny Lahti och Christer Sandelin

- Peter Settman och Fredde Granberg - sång
- Lasse Jonsson - gitarr
- Patrik Frisk - keybord
- Lilling Palmeklint och Erika Essen-Möller - kör